# 환갑
환갑(還甲), 회갑(回甲)은 세는 나이로 61살, 만 나이로 60세 생일을 축하하는 한국의 전통 문화로, 회갑(回甲)이라고도 한다. 간지는 60년마다 같은 이름을 가진 해가 돌아오므로, 회갑은 육십갑자가 다시 돌아왔다는 의미이다.
근대 이전 한국의 평균 수명은 짧았기 때문에 환갑을 맞이하는 것은 장수(長壽)를 의미하는 것으로 중요하게 여겼다. 환갑을 맞이한 이듬해인 61세의 생일은 진갑(進甲)이라고 한다. 오늘날에는 평균 수명이 늘어 환갑에 대한 의미도 달라졌다. 예전에는 환갑을 노인의 기준점으로 보았으나, 2011년도 조사에서 노인이라 여겨지는 나이는 66.7세였다.

## 계산법
환갑은 음력 간지가 다시 돌아오는 해이다. 예를 들어 양력 1958년 2월 19일부터 1959년 2월 7일 사이의 무술년에 태어난 사람은 2018년 2월 16일부터 2019년 2월 4일 사이의 무술년에 환갑을 맞이하게 된다.

## 회갑연
환갑을 맞이하여 여는 생일 잔치를 회갑연이라 한다. 회갑연에서는 자손들과 일가 친척, 동네 사람들이 함께 모여 장수를 축하하였다. 회갑연 도중에 장성한 자식들이 다시 어린이와 같은 옷을 입고 환갑을 맞은 부모에게 재롱을 부리는 행사를 하기도 하였다.

## 주해
1. ↑  조선 시대 왕들의 평균 수명은 47세였고(김우겸, 《한의학과 현대의학》,서울대학교출판부, 2003, ISBN 8952104412, 159쪽), 조선 후기 양반들의 평균 수명은 시대에 따라 53세에서 59세 정도였다.(쇠락기 걷던 19세기 조선 양반 수명 6년 짧아졌다, 동아일보, 2011-8-8 작성) 한편, 조선 시대의 높은 영아 사망을 포함해 산출한 평균 수명은 24세 정도라는 연구도 있다. (신동원, 《조선사람들의 생로병사》, 한겨레신문사, ISBN 8984310182 )
2. ↑  2007년도 통계에 따르면 한국인의 평균 수명은 78.5세이다. - 한국인 평균 수명 78.5살…세계 26위, 한겨레신문, 2007-5-20 작성

## 같이 보기
- 돌잔치